# Бонза
Бо́нза (фр. bonze, от яп. 坊主, бо: дзу) — в Японии и прочих странах Азии название главного монаха в храме. В европейской литературе этим словом называли любого буддистского монаха (члена сангхи) вне зависимости от его ранга. В частности, в английской литературе до середины XX века словом bonze называли монахов из Восточной Азии и Французского Индокитая; в современных публикациях это слово употребляется редко. Правильное общее название для буддистского монаха — бхикшу.
В переносном смысле бонзой называется чванливый чиновник или кто-то, кто ведёт себя чересчур важно и серьёзно. В этом же переносном смысле это может быть любой политик или представитель олигархии.